# Amorphis
Amorphis er et heavy metal-band fra Finland.

## Diskografi

### Studioalbum
- 1993 – The Karelian Isthmus
- 1994 – Tales from the Thousand Lakes
- 1996 – Elegy
- 1999 – Tuonela
- 2001 – Am Universum
- 2003 – Far From the Sun
- 2006 – Eclipse
- 2007 – Silent Waters
- 2009 – Skyforger
- 2010 – Magic & Mayhem: Tales From the Early Years
- 2011 – The Beginning Of Times
- 2013 – Circle
- 2015 – Under The Red Cloud
- 2018 – Queen of Time
- 2022 – Halo
- 2025 – Borderland

### EP
- 1991 – Disment of Soul
- 1993 – Privilege of Evil
- 1994 – Black Winter Day
- 1997 – My Kantele

### Singler
- 1991 – Disment of Soul (demo)
- 1991 – Vulgar Necrolatry / Misery Path
- 1999 – Divinity / Northern Lights
- 2001 – Alone
- 2003 – Day of Your Beliefs
- 2003 – Evil Inside
- 2005 – House of Sleep
- 2007 – Silent Waters
- 2009 – Silver Bride
- 2009 – From the Heaven of My Heart
- 2011 – You I Need
- 2013 – Hopeless Days
- 2013 – The Wanderer
- 2015 – Death of a King
- 2015 – Sacrifice
- 2018 – Honeyflow

### Opsamlingsalbum
- 2000 – Story - 10th Anniversary
- 2003 – Chapters (CD+DVD)
- 2010 – Magic & Mayhem – Tales from the Early Years
- 2013 – Best of Amorphis
- 2016 – His Story – Best of

- Jan Rechberger på Tuska Open Air 2013
- Esa Holopainen på Tuska Open Air 2013
- Tomi Koivusaari på Tuska Open Air 2013
- Santeri Kallio på Qstock i Uleåborg, Finland 2009
- Tomi Joutsen på Tuska Open Air 2013